# 모지구
모지구(일본어: 門司区)는 일본 후쿠오카현 기타큐슈시를 구성하는 7개 행정구 중 하나이다. 1963년의 5시 합병으로 구 모지시 지역이 현재의 기타큐슈시 모지구가 되었다.
기쿠반도 북서부에 있는 모지항 지구(모지코역 주변)를 중심부로 한다. 근대에는 석탄 출하와 무역 중계 기지 역할을 하는 항만 도시로 번창했다. 혼슈에서 규슈로 들어갈 때의 관문이기도 하며 시모노세키시와의 관계가 강하다. 또 기쿠반도 동부의 스오나다와 접한 신모지 지구에는 페리 터미널이 있다. 최근 중심부는 모지항 레트로 지구의 정비에 따라 관광지화가 진행되고 있다.

## 개요
1963년 2월 10일에 5시 합병으로 기타큐슈시가 발족할 때까지 존재했던 구 모지시에 해당한다. 규슈의 북단, 기쿠반도의 대부분을 차지한다. 서쪽은 간몬 해협을 끼고 시모노세키시와 마주보고 있으며, 동쪽은 스오나다와 접하고, 남쪽은 고쿠라키타구・고쿠라미나미구에 접한다. 혼슈에서 규슈로 들어오는 관문이자 동해와 세토 내해를 잇는 해로가 지나가는 곳이며 예로부터 교통의 요지였다.
1889년 이후의 축항과 철도 부설은 한적한 마을에 지나지 않던 모지를 번영케 했다. 모지항은 지쿠호의 석탄을 수출하는 항구로 급속히 발전하기 시작했다. 상사(商社)와 금융 기관은 하나둘씩 모지항에 지점을 냈으며 다이리 지구에는 스즈키 상점계의 제당·제분 공장 등이 세워졌다. 1899년에는 시로 승격했다. 다이쇼 시대에 걸쳐서 모지항은 석탄 수출부터 시멘트 회사, 제당 회사, 방적 회사 등의 제품 수출·원료 수입을 담당해 갔고, 일본 유수의 무역항으로 번영했다. 쇼와 시대에 들어서면 다롄 항로(현 모지코역에는 아직도 철도 화차 선박 적재 설비가 존재한다. 만주 철도 및 시베리아 철도의 기점으로 정의된 쇼와 시대의 자료와 지역사 자료도 갖추어져 있다.) 등 국제 항로도 개설된다. 태평양 전쟁 말기의 모지는 연합군의 공습을 자주 받았다.(가자시산 정상 일대에는 요격 고사포 기지도 있었다.) 이외에도 간몬 해협이 기뢰 투하로 인해 봉쇄되는 사태도 겪었다. 전후에는 주요 무역 상대였던 중국과의 국교가 단절됨에 따라 모지항의 지위는 떨어졌다. 1963년 모지시는 고쿠라시, 와카마쓰시, 야하타시, 도바타시와의 5시 대등 합병으로 기타큐슈시 모지구가 되었다. 1958년의 간몬 터널 개통과 1973년의 간몬교 개통, 1975년의 신칸센 개통으로 모지는 통과점이 되었다. 기업은 고쿠라나 후쿠오카시로 유출되고 경제는 점점 침체되었다. 스에요시 고이치 시장이 추진한 모지코 레트로 사업으로 모지항 지구에 남은 역사적 건축물이 보존·활용되었고, 1995년에 사업이 완료되었다. 이후 관광 개발이 진행되면서 번화해졌다. 한편 관광지 이외의 지역 활성화는 아직 과제로 남아 있다.
모지구 내의 지역을 보면, 모지코역을 중심으로 한 모지항 지구는 모지코 레트로의 역사적 건축물과 관광 시설, 숙박 시설, 상업 시설이 늘어서 있으며 연간 200만 명의 관광객을 끌어들인다. 그 북쪽에 위치한 메카리 지구는 레트로 사업과 같은 시기에 해협 순회 추진 사업에 따라 메카리 공원 주변이 정비되었다. 모지역을 중심으로 한 다이리 지구에서는 삿포로 맥주 규슈 공장이 폐쇄되는 등 경제적 어려움도 있었지만, 그 부지의 벽돌조 공장을 모지 적연와 플레이스로 조성하는 등 관광객 유치에 힘쓰고 있다. 최근에는 아파트가 증가하고 있다. 스오나다와 접한 신모지 지구에는 항만 설비, 임해 공업 용지가 정비되어 있다. 다치노우라에는 서일본 유수의 컨테이너 터미널이 있다.
구 모지시의 인구는 메이지 시대부터 급격히 증가하였고, 1959년에 16만 명을 넘어 정점을 찍었다. 그러나 모지구가 된 이후 인구 감소가 계속되어 2015년 이후 10만 명 밑으로 떨어졌다. 65세 이상의 인구 비율(고령화율)이 36.5%로 기타큐슈시에서 최고이다.

## 위치
| 모지구 모지항 다이리 신모지 고조산 175m 미스미산 194m 카자시산 362.2m 야하즈산 266m 도노우에산 517.8m 아다치산(고쿠라키타구)597.8m 히비키나다 스오나다 간몬 해협 고쿠라키타구 고쿠라미나미구 시모노세키시 |

기타큐슈시 모지구는 규슈의 최북단에 위치하고 기쿠반도의 대부분을 차지하고 있다.
서쪽으로는 간몬 해협을 사이에 두고 혼슈의 서단인 야마구치현 시모노세키시와 닿아 있다. 시모노세키시와는 해저 터널인 간몬 터널(국도, 산요 본선 등)과 간몬교로 연결되어 있다.
동쪽으로는 세토 내해의 남서부에 해당하는 스오나다와 접하고 있다.
남쪽으로는 기쿠 반도 서쪽에서 기타큐슈시 고쿠라키타구, 고쿠라미나미구와 접한다. 모지구와 고쿠라키타·고쿠라미나미구는 고대부터 부젠국 기쿠군으로 함께 묶여 있던 역사가 있다.
모지구의 면적은 73.67km²로 기타큐슈시 면적의 약 15%를 차지한다.

## 자연

### 지형・지질
기쿠반도는 평지가 적고 산이 많아 쓰쿠시 산지(횡곡에 의하여 동에서부터 후쿠치 산지, 산군 산지, 세후리 산지로 나뉨) 중 후쿠치 산지의 북동쪽 연장에 해당한다.. 구내 최고점은 도노우에산(해발 518m)이다.. 간몬 해협 쪽에는 좁고 긴 모지평야가 있어 모지항 부근에는 혼카와강·사카에가와강 유역의 평지, 다노우라로 흐르는 나루타키강 유역의 평지가 있다. 다이리 지구에는  가자시산과 도노우에산 기슭의 애추와 선상지로 형성된 평야가 있다. 스오나다 쪽에는 소네·신모지 평야가 있지만, 산지에서 튀어 나온 지절(肢節)이나 만입(湾入) 부분으로 끊겨 있다.

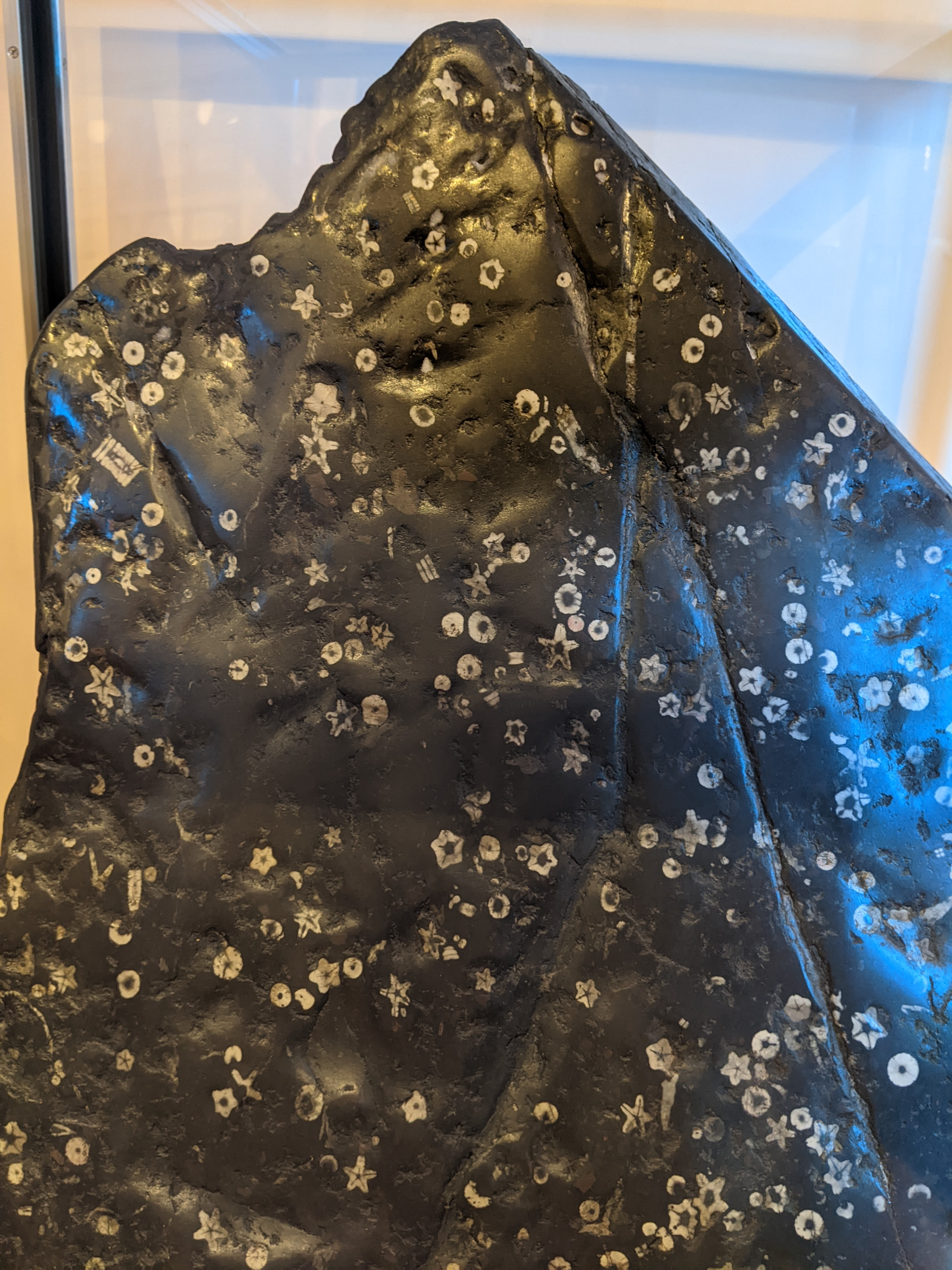
시라노강의 매화석. 휘록응회암 속의 바다나리(줄기 같은 부분)의 단면이 매화같이 보인다.

기쿠반도에는 고생대 페름기의 부가체인 아키요시대의 남서쪽 연장에 해당하는 지층군이 분포하고 있다. 부가체는 유라시아 대륙 가장자리에 판이 가라앉을 때에 가라앉는 부분의 깊은 해저에서 부가된 기반암류로, 당시의 규슈는 대륙이 아니었다. 주고쿠 지방 각지의 아키요시대와 같이 규슈 북부의 아키요시대는 대규모의 석회암체를 포함하는 것이 특징으로, 이외에도 현무암질암, 각암, 사암, 이암 등을 포함한다. 고쿠라미나미구 이남의 히라오대 등에서는 백악기 화강암류의 관입(貫入)에 따라서 열변성을 받고 있지만, 기쿠반도에서는 화강암의 대규모 관입암체가 보이지 않고 열변성 또한 약하여, 지역에 따라 화석이 산출되기도 한다. 시라노강에서는 고생대부터 중생대에 걸쳐 해저에 있던 바다나리의 화석을 포함하는 매화석이 출토되어 그 암층이 후쿠오카현 천연기념물로 지정되어 있다.
규슈 북부(내대, 内帯)는 중생대 백악기에 융기해서 육지가 되었고 이후 신생대를 지나면서 대체로 육상에서 침식과 화산 활동이 진행되었다. 기쿠반도 북서부의 아키요시대는 하부(下部) 백아계 간몬층군을 덮고 있다.. 간몬층군은 규슈 북부에서 주고쿠 지방 서부에 분포하는 비해성(非海成) 하부 백아계이며, 하부의 와키노아층군과 상부의 시모노세키아층군으로 이루어진다. 와키노아층군은 역암, 사암, 이암 등의 비화산성 쇄설암으로 이루어진 호성(湖成) 퇴적물이 탁월하다. 한편 시모노세키아층군은 안산암, 데이사이트, 화산쇄설암이 주된 성분이다. 기쿠반도 북서부는 주로 와키노아층군으로 덮여 있다. 고쿠라키타구의 와키노아층군에서 청어과 어류 화석, 담수생의 조개 화석, 석회조류의 화석이 발견된 것에서 이 시대(약 1억 2000만 년 전의 백악기 초기부터 중기)의 치쿠호・기타큐슈 지방은 호수(고와키노호)였던 것을 알 수 있다.
쓰쿠시 산지가 후쿠치 산지, 산군 산지, 세후리 산지로 분할된 것은 고제3기(6600만 년 전-2300만 년 전)에 발생한 정단층을 수반하는 퇴적 분지의 형성이 원인으로 여겨진다. 신제3기 마이오세(2300만 년 전-) 이후, 동해가 생기고 현재의 일본 열도의 모양에 가까운 형태가 되었다. 북부 규슈 지형의 골격은 이 제3기에 형성되었다. 제4기 플라이스토세(258만 년 전-)에 들어와 쓰쿠시 산지는 천천히 침식 삭박(削剥)이 이루어졌다. 마지막 간빙기(12.5만 년 전)에 현재와 거의 같은 해안선이 만들어졌지만, 빙기에는 겐카이나다와 세토 내해가 육지가 되었다. 간몬 해협은 최종 빙기(7만 년 전-1만 년 전)에 육지가 된 땅에 하천이 발달한 것이 원형으로 여겨진다. 간몬 해협의 해저에는 화강암류가 노출되어 있다. 이를 통해 고생층보다 침식에 약한 화강암류가 차별 침식된 것이라고 생각할 수 있다. 1.5만 년 전 이후 급격한 해수면 상승이 일어나 홀로세인 7000년 전에 간몬 해협이 통하게 트였다.

### 기후
모지와 가장 가까운 일본 기상청 관측소는 시모노세키에 있다. 시모노세키의 평년 기온・강수량은 우온도(雨温図)와 같다.
모지의 기후는 세토 내해식 기후와 동해측 기후의 중간적인 성격을 갖는다. 규슈 북부 지방의 특징으로 겨울형 서고동저의 기압 배치가 되면 흐린 날씨가 되는 경우가 많고, 눈이 오는 경우도 있으나 겨울의 강수량은 적다. 한편 장마철에는 전선이 자주 정체되어 강수량이 많다. 간몬 해협은 초봄에는 짙은 안개가 자주 생긴다..

## 역사
- 1889년 4월 1일 - 시정촌제 시행으로 기쿠군 모지촌, 다노우라촌, 고모리에촌이 합병해 모지가세키촌이 성립하였다. 야나기가우라촌, 도고촌, 마쓰가에촌이 성립하였다.
- 1894년 8월 1일 - 기쿠군 모지가세키촌이 정으로 승격하면서 동시에 명칭이 변경되어 모지정이 되었다.
- 1899년 4월 1일 - 기쿠군 모지정이 시로 승격해 모지시가 되었다.
- 1908년 12월 1일 - 기쿠군 야나기가우라촌이 정으로 승격하면서 동시에 명칭이 변경되어 다이리정이 되었다.
- 1923년 2월 1일 - 모지시, 기쿠군 다이리정을 편입하였다.
- 1929년 10월 1일 - 모지시, 기쿠군 도고촌을 편입하였다.
- 1942년 5월 15일 - 모지시, 기쿠군 마쓰가에촌을 편입하였다. 이것으로 현재의 구역이 확정되었다.
- 1963년 2월 10일 - "5시 합병"으로 기타큐슈시 모지구가 성립하였다.

## 교통

### 철도
- 규슈 여객철도 가고시마 본선
- 헤이세이 지쿠호 철도 모지코 레트로 관광선

### 도로
- 간몬교(간몬 자동차도)
- 규슈 자동차도
- 기타큐슈 고속도로
- 국도 제2호선
- 국도 제3호선
- 국도 제198호선
- 국도 제199호선